# Boali
Pour les articles homonymes, voir Boali (homonymie).
Boali est une localité de République centrafricaine, chef-lieu de la préfecture d'Ombella-M'Poko. Elle est située à 95 km au nord-ouest de Bangui par la route nationale 1.

## Géographie

### Localisation
La ville de Boali est située en proximité de la rivière Mbali qui forme les célèbres chutes de Boali.

### Villages
La commune rurale de Boali compte plus de cinquante villages ou groupements de villages : Batignoles, Bio, Boali Poste, Boali Woko, Bobia 1, Bobissa, Bodadoulé, Boéssé, Bogani 1, Bogali, Bogbadélé, Bogbaloko, Bogbatoua, Bogbazonga, Bogoin 2, Bogondo, Bogoula, Bogoyo, Bokoin, Bolingui, Bombaté, Bondanga, Bondara 1, Bondara 2, Bongba, Bornou, Borofio, Bossékara, Bouboui, Boukané, Boukouli, Boulingui, Boutili, Boutini, Boyali 1, Boyali 2, Bozoubolo, Didango, Dongué, Gbabili, Gbahao, Gbakassa, Gbakolon, Gbakom, Gbandengué, Gbandoro, Gbangoko, Gbangonda, Gomoko, Harandé, Icat, Kabo, Mandjo, Mayanga, Ndobo, Ngodoforo, Ngoro, Pan, Vangué, Yéwélé et Yila.

## Histoire
En 1926, la Société des cotons du Congo installe une usine d'égrenage à Boali, cette société cotonnière deviendra la Contonfran.
- Le 15 avril 1955, inauguration de la centrale hydroélectrique Boali 1, elle alimente Bangui en électricité depuis 1954[2].
- Le 12 mai 1967, Boali devient chef-lieu de la préfecture d'Ombella-M'Poko. Il sera par la suite (~1982) transféré à Bimbo.
- En 1976, entre en service une deuxième installation hydroélectrique au fil de l'eau sur la rivière Mbali: Boali 2[3].
- Le 1er septembre 1991, est inauguré le barrage régulateur Boali 3[4].

- Depuis 2006 et les troubles survenus dans le nord du pays, la ville accueille la 2e compagnie du 2e régiment étranger d'infanterie de Nîmes, prépositionnée avec environ 240 hommes pour intervenir en Centrafrique[5].
- En 2013, avec la reprise des combats lors de la guerre civile (2012-2013) les forces françaises sont portées à 450 hommes. Elles assurent notamment la sécurité des ressortissants français de la région, de l'aéroport et des sites du projet d'extraction d'uranium d'Areva[6].
- Le 2 décembre 2013, intervient le massacre de Boali, lors de la troisième guerre civile centrafricaine.
- Fin 2020, Boali redevient chef-lieu de la préfecture d'Ombella-M'Poko[7].

## Administration
La commune de Boali est l’unique commune de la sous-préfecture. Elle compte en 2003, 24 396 habitants.

### Députés de la circonscription
La sous-préfecture de Boali est constituée d’une circonscription électorale législative.
| Date d'élection | Identité        | Parti |
| --------------- | --------------- | ----- |
| 2016            | Bertin Béa      | KNK   |
| 2021            | Firmin Ngrebada | MCU   |

## Économie

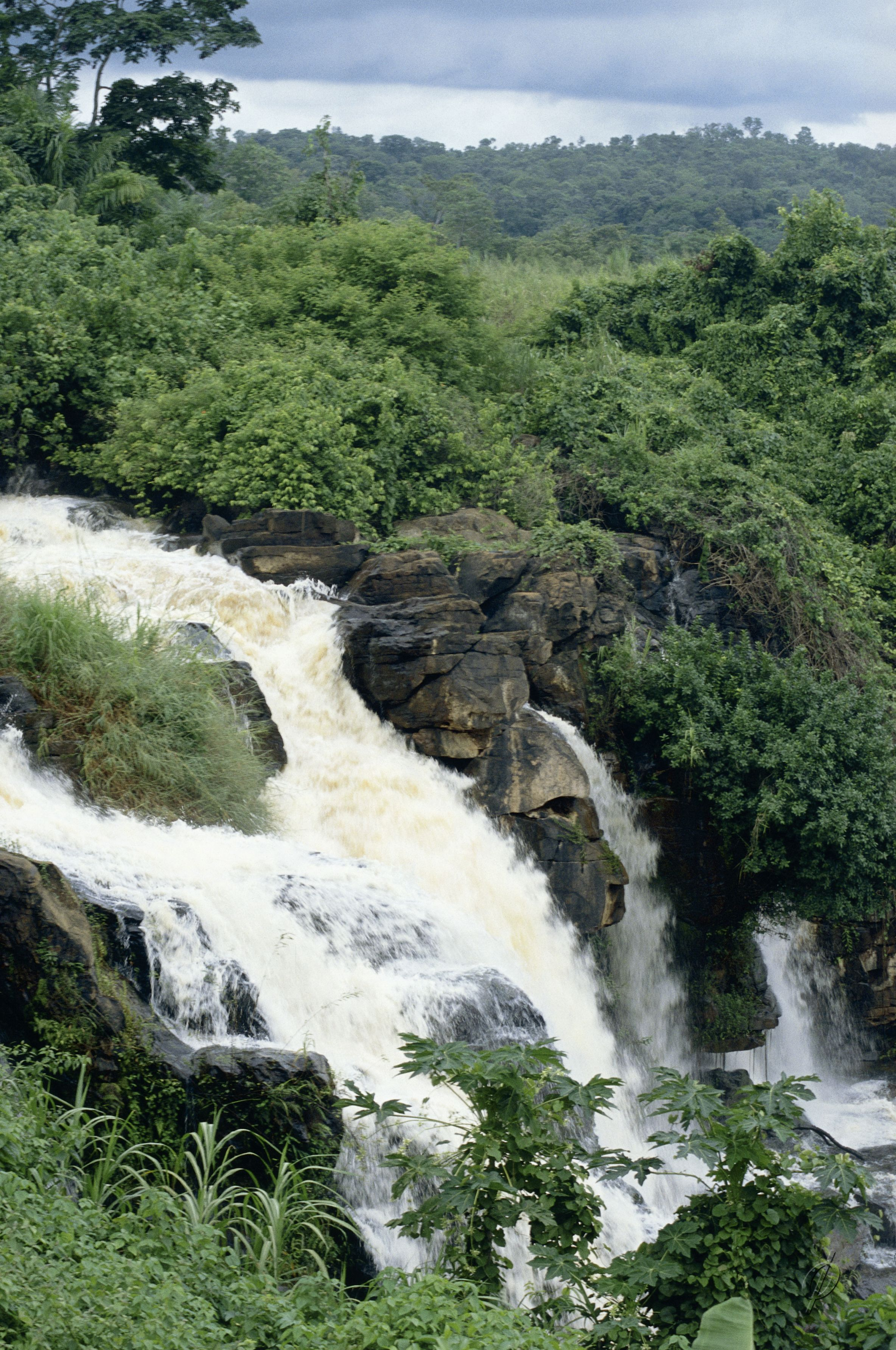
Les chutes à Boali sur la rivière Mbali.

Accessibles en moins de deux heures de route de Bangui, les chutes de Boali sur la rivière Mbali, d'une hauteur de 50 m pour 250 m de largeur, sont devenues un des sites touristiques parmi les plus prisés du pays, surtout durant la saison des pluies qui augmente notablement leur débit. Le site dispose d’un complexe hôtelier.
Depuis 1954, Boali est l'unique lieu de production d'électricité d'origine hydraulique du pays. En 2006, les deux sites de production atteignent une puissance combinée de 18,65 MWa. Une usine de filature et de tissage de coton de l'ICOT (Industrie cotonnière de l'Oubangui et du Tchad) utilise l'énergie des chutes, elle deviendra ICCA (Industrie Cotonnière Centrafricaine), mais est désormais fermée.